# Josip Šokčević
Báró Josip Šokčević, magyaros névformában Sokcsevits József, németül: Joseph von Sokcsevits (Vinkovce, 1811. március 7. – Bécs, 1896. november 16.), horvát katonatiszt, az osztrák-magyar haderő tábornoka, altábornagy, horvát bán, a Szerb Vajdaság és Temesi Bánság katonai kormányzója.

## Élete

### Katonai pályafutása
A kelet-szlavóniai Vinkovcén (horvátul: Vinkovci) született határőr családban. Az állami iskola és a reálgimnázium két osztálya után 1823-ban elhagyta szülővárosát, hogy a bécsújhelyi Theresianum Katonai Akadémiára járjon, ahol 1830-ban végzett. Katonai pályafutásában gyorsan haladt, zászlósként kezdte szolgálatát egy gyalogezredben, 1848 nyarán már a 37. gyalogezred ezredese és parancsnoka volt Lembergben. Ezredével az év végi osztrák-ellenes lázadás leverésére Észak-Itáliába vezényelték, ahol megostromolta és elfoglalta Velencét, és szétverte az olasz csapatokat. 38 évesen már vezérőrnagy, 46 évesen pedig altábornagy lett. 1849-től Petrinyán, 1850 és 1854 között Szávaszentdemeteren volt katonai parancsnok. A szlavóniai katonai határról a gráci katonai főparancsnoksághoz helyezték át. Mivel Josip Jelačić, az akkori horvát bán 1858-ban megbetegedett, I. Ferenc József császár a bán helyettesévé Šokčevićet nevezte ki és Zágrábba küldte. Jelačić bán halála után ő lett a Szerb Vajdaság és Temesi Bánság kormányzója, (Temesvár székhellyel). 1860-ban az addig kapott számos katonai kitüntetése mellett nemesi rangra emelték, és bárói címet kapott. A 78. eszéki ezred címzetes tulajdonosa lett, és még ugyanebben az évben a Birodalmi Tanács élethosszig tartó tagja, a Háromegy Királyság hadseregének tábornoka, Fiume város kormányzója és a báni szék (tabula banalis) legfelsőbb elnöke lett.

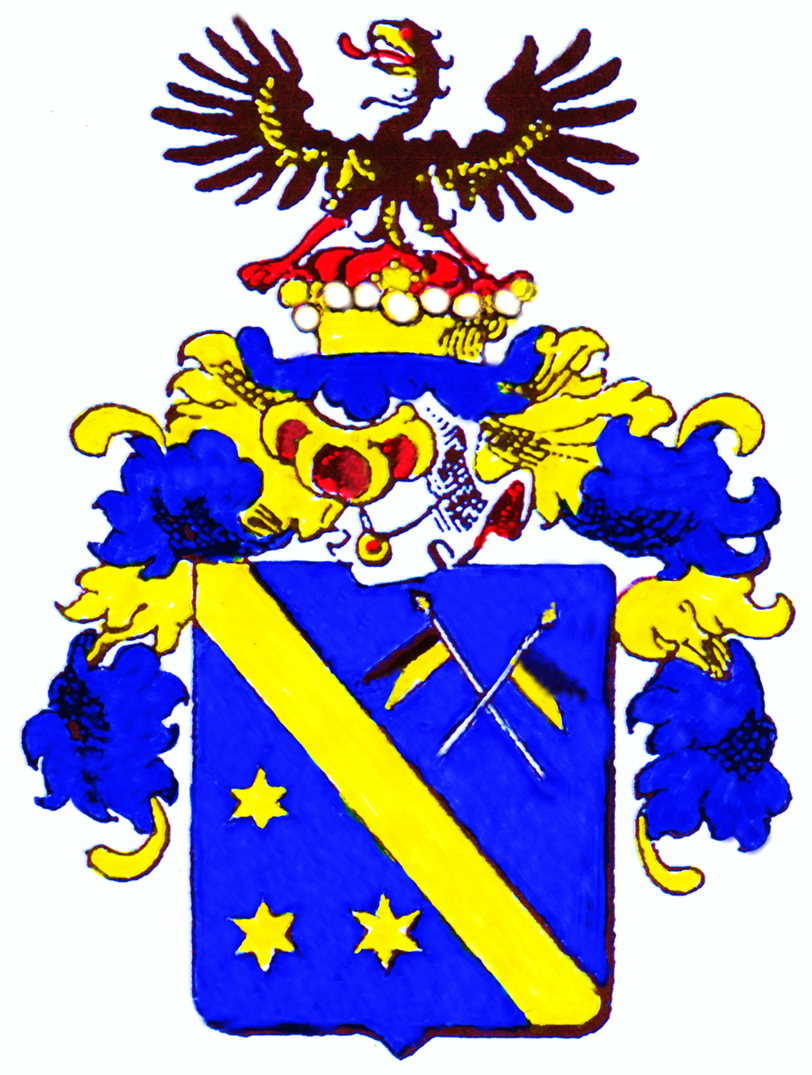
Šokčević bárói címere

### Horvát bánként
A császár 1860 nyarán Josip Juraj Strossmayer boszniai-szerémi püspök ajánlásával új horvát bánnak nevezte ki. Kezdeti politikáját a horvát nyelv (előtte német) megerősödése jellemezte a közigazgatásban. A tisztviselőknek meg kellett tanulniuk horvátul, és kellő tisztelettel kellett bánniuk az emberekkel. Az októberi diploma liberális és reformista rendelkezései nyomán Sokcsevits bán összehívta az 55 horvát méltóságot tömörítő Báni Konferenciát, amelynek javaslatokat kellett volna tennie Horvátország új választójogi törvényére és a Habsburg Monarchia újjászervezésére. Megengedte a horvát politikai pártok megújulását, ám az 1861-es februári pátens után – amely Bécsben létrehozta a Birodalmi Tanácsot, és a megalakított regionális parlamentek hatáskörének csökkentése mellett ismét erőteljesen központosította az államigazgatást – Sokcsevits csalódott volt. 1861-ben és 1865-ben az ő elnöksége alatt tartották a horvát parlament üléseit, ahol a képviselők nem voltak egy véleményen a magyarokkal és az osztrákokkal való kapcsolattartás módjában, és újra felbukkant az Ante Starčević-féle független Horvátország eszméje is.
Bánként felelős volt a gazdasági élet élénkítéséért, ami először a nagyobb városokat (Zágrábot, Fiumét, Károlyvárost, Eszéket, Vukovárt és Zimonyt) érintette. Mandátuma alatt kezdődött meg a vasúti fővonalak építése. Nagylelkű segítségével rendezte meg 1864-ben Zágráb az első dalmát-horvát-szlavón gazdasági kiállítást. A horvát nép egységének megőrzése érdekében Eugen Kvaternik Sokcsevits bán támogatásával próbálta megalapítani a horvát ortodox egyházat, de ez nem sikerült. 1866-ban a Poroszországgal vívott háborúban elszenvedett osztrák vereség és a Monarchia ezt követő válsága után létrejött az osztrák-magyar kiegyezés és Horvátországnak is meg kellett állapodnia a magyarokkal. Sokcsevits emiatt azt állította, hogy az udvar átverte, és benyújtotta lemondását. 1867. június 27-én felmentették báni feladatai alól. Már a következő évben nyugdíjba vonult, kivonult a horvát politikai és közéletből, majd először Grazba, majd Bécsbe költözött, ahol 1896-ban halt meg. 2002. május végén földi maradványait Bécsből szülővárosába, Vinkovcébe szállították és az édesanyja, Erzsébet kezdeményezésére épített Szent Magdolna sírkápolnában temették el.